# ロシアとシリアによる病院に対する爆撃
ロシアとシリアによる病院に対する爆撃（ロシアとシリアによるびょういんにたいするばくげき）では、シリア内戦中にロシア軍とシリア政府軍が行っていた医療機関への爆撃について記す。
シリア内戦中、ロシア軍とシリア政府軍は、バアス党政権の支配下にない地域の病院や医療施設の破壊を目的とした軍事作戦を展開していた。ロシア及びシリア当局は、医療施設を意図的に爆撃したことについて繰り返し否定している。

## 背景
ロシア軍がシリア内戦に介入する以前より、シリア政府軍は2012年初頭ほどから、支配下にない地域の医療施設を攻撃していた。これらの攻撃の中には、2012年8月に1回、2012年11月に1回、アレッポのダール・アル・シファ病院への攻撃があった。国連の調査団は、この攻撃を組織的なものと断定した。その後、2014年にシリア政府を国際刑事裁判所に付託しようとする決議が国連安全保障理事会で提出されたものの、中国とロシアが拒否権を行使した。人権のための医師団の推計によると、2011年3月から2015年8月までの間に医療施設は300回以上攻撃され、その90％がシリア政府軍によるものだった。

### ロシアの国連協定脱退
2020年6月、ロシアは、「シリアにおける病院、医療施設、人道援助物資の輸送を保護することを目的とした国連の自主的協定」から脱退することを発表した； 同協定では、医療施設が標的にされるのを防ぐため、医療施設の所在地が紛争当事者に事前に伝えられるというものであった。

## ロシア軍またはシリア軍に攻撃された医療施設

### 2015–2018
ロシアがシリアで軍事作戦を開始した後、空爆が激化した。2015年には、シリア軍とロシア軍による医療施設への攻撃が300件以上確認された。2016年5月から12月にかけて、医療施設はロシア軍とシリア軍によって約200回攻撃されたとされる。
アレッポの病院は何度も攻撃された。2016年3月までに、アレッポ県で6つ以上の病院が攻撃された。2016年4月、ロシアの空爆が病院に対して行われ、20数名が死亡した；同病院は、アレッポ県の主要な小児科医療施設として機能していた。2016年7月、M2病院は爆撃機による攻撃を受けた。月末までにアレッポ県では6つの病院が破壊された。2016年10月、M10病院も爆撃された。
病院への攻撃はアレッポに限ったことではない。2015年10月、ロシア軍機がサルミンでシリア・アメリカ医療協会が運営する医療施設を攻撃した。2016年2月、アザズで小児病院が攻撃された。ロシア側はISILのインフラを標的にしたと主張している。同月、マアッラト・アン＝ヌウマーンにある2つの病院がシリア軍に攻撃され、1つは国境なき医師団が支援する施設だった；シリアは、攻撃のひとつはアメリカ軍によるものだと主張した。2016年7月、アタリブの病院がロシア軍に攻撃された。2016年8月には、17時間に1回の頻度で医療施設が攻撃された。そのひとつが、ダルアーで最後となる病院への攻撃だった；攻撃はナパーム入りの樽爆弾で行われた。2017年4月、マアッラト・アン＝ヌウマーンで病院が爆撃された。カーン・シェイクンへの化学兵器攻撃の後、毒ガスを吸った市民を治療していた診療所がシリア軍に攻撃された；この一連の出来事により、米国はシャイラト空軍基地へのミサイル攻撃を開始した（シャイラト空軍基地攻撃）。
2017年9月、『Qasioun News』は、シリア政府軍機がイドリブ南部カーン・シェイクン市のラフマ病院に対して数回の空爆を行い、建物に損害を与え、病院を機能停止に追い込んだほか、民間人に負傷者が出たと報じた。さらに、シリア政府軍機は、イドリブ南部のカフラナブル地域近くのオリエント病院に対して3回の空爆を行ったが、死傷者は報告されていない。また同日、ロシア軍機がイドリブ郊外のアルタ病院を空爆し、看護師2名と患者数名が死亡、病院に大きな損害を与え、医師にも負傷者が出た。
2017年10月、ICRCは、過去10日間で最大10の病院が被害を受け、数十万人が病院へ行くことができなかったと報告した。その後ICRCシリア代表団のマリアンヌ・ガッサー代表は、ラッカからイドリブ、東グータで起きている人道問題について「過去2週間、私たちは、民間人の死傷者の多さと、関連する軍事作戦の急増をますます懸念しています」と述べ、警鐘を鳴らした。
シリア反体制勢力の支配地域に対する化学兵器の使用に続いて、イドリブの病院への攻撃は2018年初頭まで続いた。2018年4月、ドゥーマの病院への攻撃で化学兵器が使用された（ドゥーマ化学兵器攻撃； 病院はシリア・アメリカ医師会の支援を受けていた。ロシア反体制勢力・シリア反体制勢力の主張は、化学攻撃はシリア軍によって行われたというものだった。シリア政府は化学攻撃を否定した。ロシアもドゥーマで化学兵器が使用されたことを否定した；その後、この攻撃はイギリスによる自作自演だと主張した。ドゥーマへの攻撃の結果、報復としてイスラエル航空宇宙軍機は4月9日にシリアの空軍基地を攻撃した；仏英米軍も4月14日、シリア政府の軍事施設を攻撃した（シリアに対するミサイル攻撃 (2018年4月)。

### 2019年-現在
国際連合人権高等弁務官事務所によると、2019年4月下旬から6月にかけて、シリア政府とロシアによるイドリブへの空爆とロケット砲撃により、合計24の医療施設と35の学校が被害を受けた。そのうちの9つの医療施設の座標は国連と共有されており、国連は爆撃から施設を守り、攻撃に対する何らかの説明責任を果たすために、その座標をロシア側に提示した。その結果、これらの施設も砲撃を受けることになった。2019年5月15日、シリア政府軍は南イドリブにあるタルマラ産科・小児病院を空爆し、月に約6000人が利用していたこの病院を完全に破壊した。医療ケア・救援団体連合によると、4月28日以来、シリアで爆撃された19番目の医療ケア施設である。
シリアからのソーシャルメディアへの投稿、目撃者へのインタビュー、慈善団体からの記録、ロシア空軍の無線録音、偵察機の記録など、多くの証拠を集め、ニューヨーク・タイムズ紙は、2019年5月5日から6日までの12時間以内に、イドリブ県南部の4つの病院が攻撃され、その爆撃を追跡し、それぞれの爆撃から実行したロシア人パイロットを特定し、それぞれの爆撃を確認するロシア人パイロットの無線音声を傍受したと思われる音声録音があったと報じた。4つの病院とは、ナバド・アル・ハヤト外科病院、カフル・ナブル外科病院、カフル・ジタ洞窟病院、アル・アマル整形外科病院である。
2019年10月、ニューヨーク・タイムズ紙は、ロシア軍が2019年5月に反体制派が支配するイドリブ州の4つの病院を意図的に爆撃したことを証明する記事を掲載した。シリアの小児科医であるアマニ・バルール医師は、「洞窟」として知られる東グータの秘密の地下病院で働いていたが、2015年9月28日にロシア軍機の爆撃を受け、3人の男性看護師が死亡、2人の女性看護師が負傷したと語った。2016年以来、スタッフは爆撃に耐えられるよう、地上と地下のインフラを補強するためにできる限りのことをしていたという。爆撃の際には、樽爆弾による爆撃が5、6回確認されたという。
2020年2月、ロシア軍機はトルコ国境に近い北部の町ダラト・イッツァの2つの病院と住宅地を攻撃し、市民を負傷させ、医療施設は閉鎖に追い込まれた。このとき、世界保健機関（WHO）は、2011年の内戦開始以来、同国の医療施設の半数以上が損壊または破壊されたと発表した。
2020年5月、アムネスティ・インターナショナルは、2019年5月5日から2020年2月25日の間に、シリア北西部の反体制派の支配地域で、シリア政府またはロシア軍による医療施設を含む民間施設への18件の攻撃を確認したと報告した。40ページに及ぶこの報告書は、シリア政府軍がいかに意図的に学校や病院といった民間施設を攻撃したかを徹底的に調査している。報告書に記載された攻撃のなかには、1月29日にアリハの病院付近でロシアの空爆があり、少なくとも2棟の住宅が倒壊し、11人の市民が死亡したことなどが書かれていた。

## 死傷者数
シリアにおける医療従事者への攻撃を監視している支援団体「Physicians for Human Rights」（ニューヨークを拠点とするNGO）は、前述したような医療機関への攻撃が2011年から2019年10月までにかけて少なくとも583件、そのうちロシアが2015年9月に介入してからは266件あり、2011年以降報告書の日付までに少なくとも916人の医療従事者が殺害されたと発表した。

## 国際社会の反応
病院への攻撃は『Interpreter』紙で「洗練された戦略」と評されている。反体制派支配地域の医師たちは、生き延びるために地下に潜らざるを得ないとも報じられている。
2015年10月、米国務省のジョン・カービー報道官は、シリアの病院がロシア軍に攻撃されたと述べた。2016年2月、米空軍のチャールズ・Q・ブラウン・ジュニア中将は、シリアの病院を攻撃した責任はロシアにあると述べた。2016年9月下旬、国連の潘基文事務総長は、アレッポの病院への攻撃は戦争犯罪にあたると述べ、加えて、シリア政府とロシアの戦闘機が医療施設を標的にした悲惨な作戦を実施していると繰り返し非難した。
2016年10月、米国は対ISIL軍事作戦におけるロシアとの協力関係を断絶し、ロシア側はプルトニウム削減に関する米国との合意を破棄した。2016年11月、スーザン・ライス国家安全保障問題担当大統領補佐官（当時）はシリアとロシアに対し、病院への度重なる爆撃に関する警告を発した。2017年2月、アトランティック・カウンシルは、ロシアがアレッポ占領作戦中に病院を爆撃したとする報告書を発表したが、ロシアはこれを否定した。報告書ではまた、シリア政府を支援する勢力による化学兵器の使用などについても記載されていた。
ロシアは病院に対して攻撃したという主張を否定している。
2019年6月初旬、シリア北西部の20以上の病院が攻撃された。その後、デニ・ムクウェゲ、ピーター・アグレ、サラ・ウォラストン、テレンス・イングリッシュ、デイビッド・ノット、ザヘル・サールなど数十人の著名な医師が、シリアとロシア軍の爆撃機による空爆を停止するための緊急行動を呼びかけ、国連に対し、リストアップされた病院について、攻撃に関する調査するよう求め、国際社会に対し、ロシアとシリアに対し医療施設を攻撃することをやめ、難民で溢れかえっている現存する病院や診療所への資金削減を撤回するように、圧力をかけるよう要請した。シリアで活動する医療団体「大陸を越えた医師たち」のモハメド・ザヒド医師は、「反体制派支配地域であるシリア北部で活動する医師たちは、昨年は6つの病院が攻撃され、今月も8つの病院が攻撃された。そのため、シリアのほとんどのNGOは共有を止めることを決定した」と述べ、今後同団体も医療施設の所在地を国連と共有することはないとした。国連のアントニオ・グテーレス事務総長は、2019年8月に病院が爆破された事件の調査を開始した。
2019年10月、人権のための医師団の政治担当報道官であるスザンナ・サーキンは、「シリアにおける保健衛生インフラへの攻撃や、民間の医療施設への無差別爆撃は間違いなく戦争犯罪に当たり、ハーグの国際刑事裁判所で訴追されるべきだ。しかし、ロシアと中国は、シリアにおけるこれらの犯罪やその他の犯罪を国際刑事裁判所に付託するはずだった安保理決議に”恥ずべきことに” 拒否権を行使した」と発言した。
2020年5月、アムネスティ・インターナショナルは、集められた証拠に基づき、医療施設やその他の民間の保健衛生インフラに対するロシアとシリアの攻撃は、国際人道法の幾つかの条項を違反しており、戦争犯罪に当たると報じた。
ヒューマン・ライツ・ウォッチの国連ディレクター、ルイ・シャルボノーは勧告的意見を出した：「ロシアがこれで戦争犯罪の説明責任を逃れられると考えるなら、それは大間違いだ。私たちや他の人権団体は、シリアにおける病院への意図的な爆撃やその他の重大な犯罪を調査し、記録し続ける」。